# Kath Proudfoot
Kath Proudfoot (nascida em 21 de abril de 1977) é uma atleta paralímpica australiana. Kath nasceu com paralisia cerebral. É especialista em provas de arremesso de disco e de peso.

## Paralimpíadas
Nos Jogos Paralímpicos de Verão de 2008, em Pequim, na China, conquistou uma medalha de prata na prova feminina do arremesso de disco F35-36, além de competir no arremesso de peso, categoria F35/36.
Nos Jogos Paralímpicos de Verão de 2012, em Londres, no Reino Unido, Proudfoot competiu nos arremessos de peso e de disco, categoria F35/F36, conquistando uma medalha de bronze no disco.
Proudfoot defendeu as cores da Austrália disputando os Jogos Paralímpicos do Rio de Janeiro, em 2016, onde obteve a medalha de bronze no arremesso de peso, categoria F36, com um arremesso de 9,70 metros.

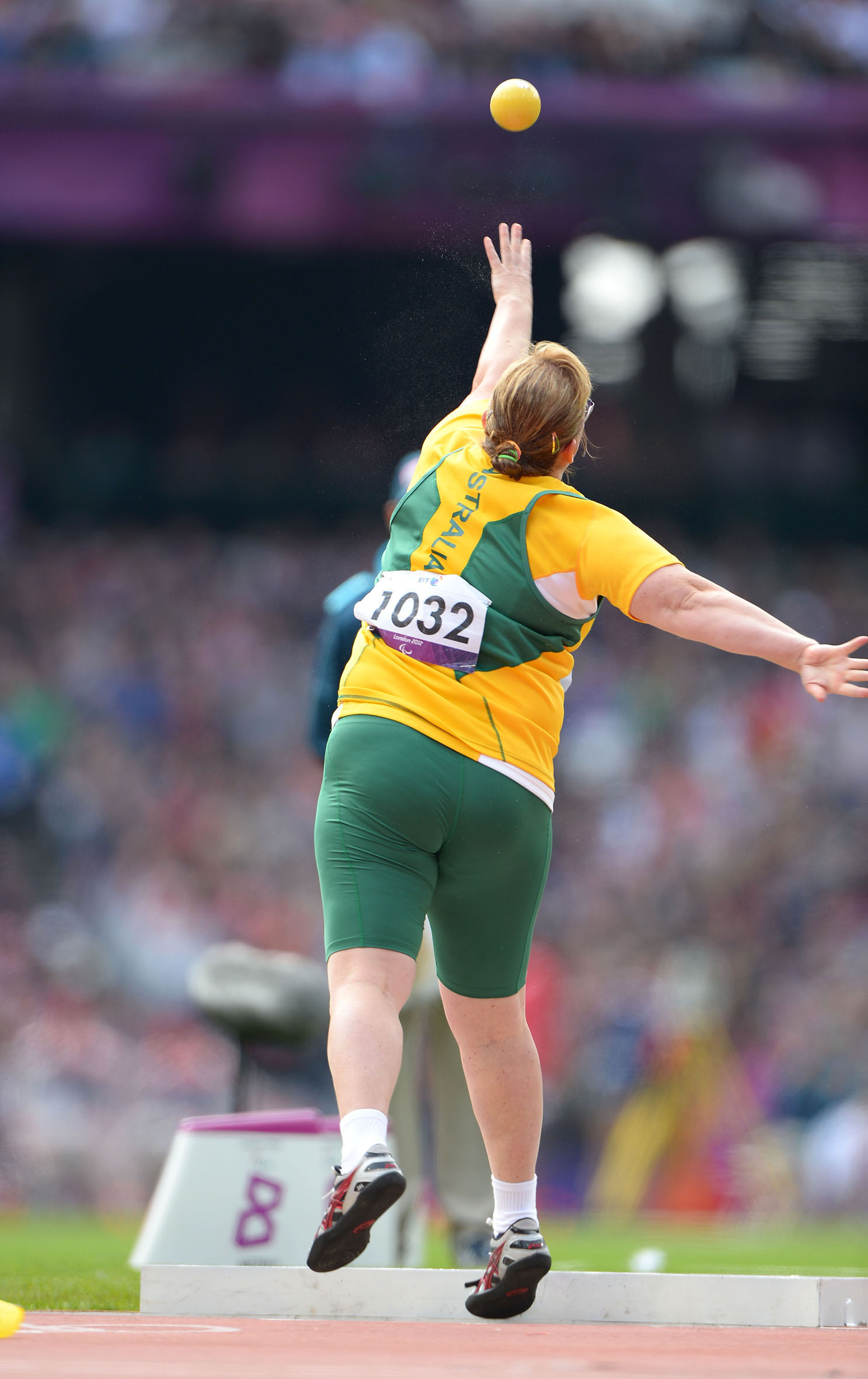
Proudfoot disputando os Jogos Paralímpicos de 2012, em Londres.